# Tardiv dyskinesi
Tardiv dyskinesi är ett neurologiskt tillstånd orsakat av långtids- eller högdosbehandling med dopaminantagonister, vanligen antipsykotika. Dessa neuroleptiska läkemedel förskrivs vanligen för psykiska sjukdomar. Andra dopaminantagonister som kan orsaka tardiv dyskinesi är läkemedel för gastrointestinala tillstånd (till exempel metoklopramid) och neurologiska tillstånd. Några läkemedel som inte är avsedda att påverka dopamin, som SSRI-antidepressiva, kan också orsaka tardiv dyskinesi. Medan nyare atypiska antipsykotika som olanzapin och risperidon förefaller att ha mindre dystona effekter, så har bara klozapin visats ha lägre risk för tardiv dyskinesi än äldre, typiska antipsykotika.
Termen tardiv dyskinesi introducerades 1964. Dyskinesi syftar på en försämring av frivilliga rörelser. De tics och andra rörelser, som resulterar kallas ofta för dyskinesier. Dyskinesi orsakas ibland av långtidsanvändning av antipsykotika eller andra dopaminantagonister som antiemetikat metoklopramid. Effekten av dessa läkemedel kan vara tardiva, vilket betyder att dyskinesi fortsätter eller uppträder även efter att läkemedlen inte längre tas.
Vad gäller behandling av iatrogen tardiv dyskinesi, skall neuroleptikat inte längre användas under en period av 3-6 månader för att se om detta löser problemet, men problemet kan misslyckas att förbättras eller även förvärras. I denna situation är det vettigt att pröva tetrabenazin 25-50 mg/8tim peroralt. (Oxford Handbook of Clinical Medicine)
I samband med Parkinsons sjukdom är ofta dyskinesier resultatet av kronisk levodopa (L-dopa) terapi. Dessa motorfluktuationer uppträder hos mer än hälften av Parkinsonspatienterna efter 5 till 10 års levodopaterapi med procenten av påverkade patienter ökande med tiden.
Dyskinesier uppträder vanligen vid tiden för högsta L-dopa plasmakoncentration och kallas därför för toppdos-dyskinesier. När patienterna fortsätter i sjukdomsförloppet kan de uppleva difasiska dyskinesier, som uppträder när läkemedelskoncentrationen stiger eller faller.
Användningen av MDMA har visats öka effekterna av L-Dopa medan associerade dyskinesier reduceras hos primater med simulerad Parkinsons sjukdom. Det har också funnits många anekdotiska rapporter att kronisk samtidigt missbruk och tillförsel av det sedativa-hypnotiska GHB tillsammans med amfetaminer eller i samband med högre doser, inducerar övergående manifestationer av tardiv dyskinesi och mer ihållande akatisi. Båda tillstånden är också associerade med GHB abstinens åtföljt av dygnet runt tillförsel under månader eller år. 

## Symptom
Tardiv dyskinesi är karaktäriserad av repetitiva, ofrivilliga, meningslösa rörelser. Inslag av tillståndet kan inkludera grimasering, tunguträckning, läppsmackande, rynkningar, läppihop-pressning och snabba ögonblinkningar. Snabba rörelser av armar, ben och bål kan också förekomma. Störda rörelser av fingrarna kan uppträda som om patienten spelar en osynlig gitarr eller piano. Patienter med Parkinsons sjukdom har svårigheter att förflytta sig, medan patienter med tardiv dyskinesi har svårigheter att inte röra sig.
Andra närbesläktade neurologiska tillstånd har blivit kända som varianter av tardiv dyskinesi. Tardiv akatisi involverar smärtsamma känslor av inre spänning och ångest och ett tvång att röra på kroppen. I extrema fall kan individen undergå inre tortyr och kan inte längre sitta still. Tardiv tourettism är ett tics-tillstånd, som nästan kan likna Tourettes syndrom, ibland så nära att de två bara kan åtskiljas genom detaljerna hur de startade.

## Orsak
Orsaken till tardiv dyskinesi förefaller vara relaterad till skadan till systemet som använder och processar signalsubstansen dopamin. Det tros att postsynaptiska dopaminerga receptorer blir överkänsliga för stimulering som ett resultat av användningen av neuroleptika och att denna överrkänslighet orsakar symptomen av tardiv dyskinesi. Den tillgängliga forskningen tycks föreslå att samtidig profylaktisk användning av neuroleptika och ett antiparkinson medel är verkningslös för att undvika tidiga extrapyramidala bieffekter och kan göra patienten mer känslig för tardiv dyskinesi (Crane, 1973). Eftersom några av symptomen på tardiv dyskinesi kan tolkas som schizofreni av läkare, kan de förskriva ytterligare neuroleptiska läkemedel för att behandla det, vilket leder till ökad risk för mer prevalent tardiv dyskinesi. Flera studier, som har ifrågasatts, har indikerat att långtidsanvändning av neuroleptika är associerad med både försämring och atrofi av hjärnan. 

## Behandling
Primär prevention av tardiv dyskinesi erhålls genom att använda den lägsta effektiva dosen av ett neuroleptika i kortaste tid. Om tardiv dyskinesi är diagnosticerad, skall dosen av medlet som orsakat det sänkas eller upphöra. Tardiv dyskinesi kan kvarstå efter medicineringen avslutats i månader, år eller permanent. Det finns ingen känd bot för tardiv dyskinesi, men preliminär forskning tyder på att det atypiska antipsykotikat klozapin (Leponex) kan förbättra patientens tillstånd. Förbättringar ses också i en del fall, om högpotenta bensodiazepiner - lorazepam (Temesta), diazepam (Stesolid) eller klonazepam (Iktorivil)--används. Fynden av effekten av naturliga ämnen, som vitamin E eller melatonin är ofullständiga.
Naturmedel är obevisade, eftersom de är sällan testade på ett kontrollerat sätt, som i en läkemedelsprövning. Preliminär forskning indikerar att alternera vila och regelbunden träning också hämmar symptomen på tardiv dyskinesi, vilket är nödvändigt för alla patienter i öppenvård som får antipsykotika för fortsatt välbefinnande. Byte till atypiska antipsykotika med mindre biverkningar kan vara en möjlighet för en patient i en kontrollerad miljö.

## Epidemiologi
Tardiv dyskinesi uppträder vanligen hos patienter med psykiska sjukdomar som behandlas med antipsykotika i många år. Några uppskattningar föreslår att det uppträder hos 15-30 % av patienterna som får behandling med antipsykotika i 3 månader eller längre. En studie vid Yale University School of Medicine har uppskattat att 32 % av patienterna utvecklar kvarstående tics efter 5 år på antipsykotika, 57 % efter 15 år och 68 % efter 25 år. Andra uppskattningar föreslår att för varje år av användning av neuroleptika kommer 5 % av patienterna visa tecken på tardiv dyskinesi till exempel 5 % efter ett år, 10 % efter 2 år, 15 % efter 3 år med ingen tydlig övre gräns. Till slut, enligt dessa uppskattningar, om medicineringen pågår tillräckligt länge, kommer majoriteten av patienterna att utveckla tillståndet. Incidensen av tardiv dyskinesi varierar med typen av neuroleptika (till exempel haloperidol (Haldol) mer ofta än perfenazin (Trilafon), daglig dos och durationen för behandlingen (ju högre daglig dos och längre duration, desto högre risk).
De äldre och kvinnliga patienter är mer benägna att utveckla tardiv dyskinesi. Cigarettrökare har också en högre prevalens av tardiv dyskinesi. Barn och ungdomar är mycket mer känsliga för tidiga och sena extrapyramidala bieffekter av neuroleptika än vuxna. På grund av detta, behandling av unga med neuroleptika kan vara kontraindicerad och många myndigheter tror att de skall påbörjas endast som en sista utväg med lägsta möjliga dos och kortaste duration på behandlingen i enlighet med en god patientbehandling.
Tardiv dyskinesi kan bli ett socialt handikapp. Patienter och/eller deras familjer (förmyndare och/eller vårdgivare/sköterskor) skall mottaga full information om neuroleptika innan behandlingen startar(informerat medgivande). Nyttan behöver att vägas av den individuella patienten/förmyndare och deras läkare.

## Kontrovers
Peter Breggin har diskuterat tardiv dyskinesi i samband med sin kritik av biologisk psykiatri. Hans hypoteser är emellertid inte vida accepterade av psykiatrin.